# 구리왕숙체육공원
구리왕숙체육공원(九里王宿體育公園, Guri Wangsuk Sports Park)은 대한민국 경기도 구리시에 있는 스포츠 시설이다. 인조잔디 필드가 갖춰진 축구 경기장이며, 2009년 11월에 준공되었다.

## 참고 문헌
- “구리왕숙체육공원 시설 개요”. 구리도시공사.[깨진 링크(과거 내용 찾기)]
- 〈구리왕숙체육공원〉. 《한국향토문화전자대전》. 한국학중앙연구원.[깨진 링크(과거 내용 찾기)]
- 《2019년 전국 공공체육시설 현황 (2018년말 기준)》. 대한민국 문화체육관광부. 2020.